# Formación reticular
La formación reticular es una estructura del tallo encefálico, desde la parte rostral de la protuberancia anular hasta la parte caudal del diencéfalo, que se encarga de los ciclos circadianos de sueño/vigilia. Filogenéticamente es una de las partes más antiguas del encéfalo. Está formada por neuronas de diferentes tamaños y formas esparcidas en la sustancia blanca. A este sistema se le conoce como Sistema de activación reticular ascendente (SARA). Este sistema interviene en el estado de conciencia. De igual manera, la formación reticular modula el 'alertamiento' y está compuesta de sistemas difusos neuronales con diferentes monoaminas como neurotrasmisores.

## Anatomía
La formación reticular (FR) se encuentra en la zona central del tronco encefálico. Ocupa el tegmento o calota del tronco encefálico, entre los núcleos de los nervios craneales y las vías nerviosas ascendentes y descendentes.

Las neuronas que lo forman no se agrupan en núcleos, sino que, histológicamente, se disponen formando un complejo retículo, red o malla. 
La FR se caracteriza por su alta conectividad, recibiendo fibras aferentes de distinta procedencia y enviando eferencias hacia distintos sectores del sistema nervioso central (SNC).

## Fisiología
La FR puede ser considerada como un sistema polisináptico multineuronal, con axones que discurren en forma transversal y longitudinal, que no transmite mensajes sensitivos, motores o autonómicos y que recibe señales y las asocia en una información general difusa que proporciona al resto del sistema nervioso central (SNC).
La formación reticular consiste en más de 100 pequeñas redes neurales cada una con sus funciones:
- control motor somático
- control cardiovascular
- modulación del dolor
- sueño y  arousal
- habituación
- desencadenamiento del vómito

Se identificaron mediante histoquímica e inmunohistoquímica, grupos neuronales específicos en la FR, que utilizan distintos neurotransmisores. A su vez, técnicas de trazadores neuronales facilitaron el estudio de las proyecciones de estas neuronas.

## Patología
Una lesión masiva en el tallo cerebral puede causar severas alteraciones en el nivel de conciencia como producir un estado de coma por sus efectos sobre la formación reticular. La lesión bilateral de la formación reticular del tallo cerebral puede conllevar ya sea al coma como a la muerte.
Se han encontrado lesiones en la formación reticular de personas que habían sufrido de polio, y algunos estudios de neuroimagen han mostrado actividad anormal en esa área en personas con el síndrome de fatiga crónica, indicando la posibilidad de que una lesión en la formación reticular sea la responsable de la fatiga que se experimenta en este síndrome.